# カルメン (1915年のセシル・B・デミルの映画)

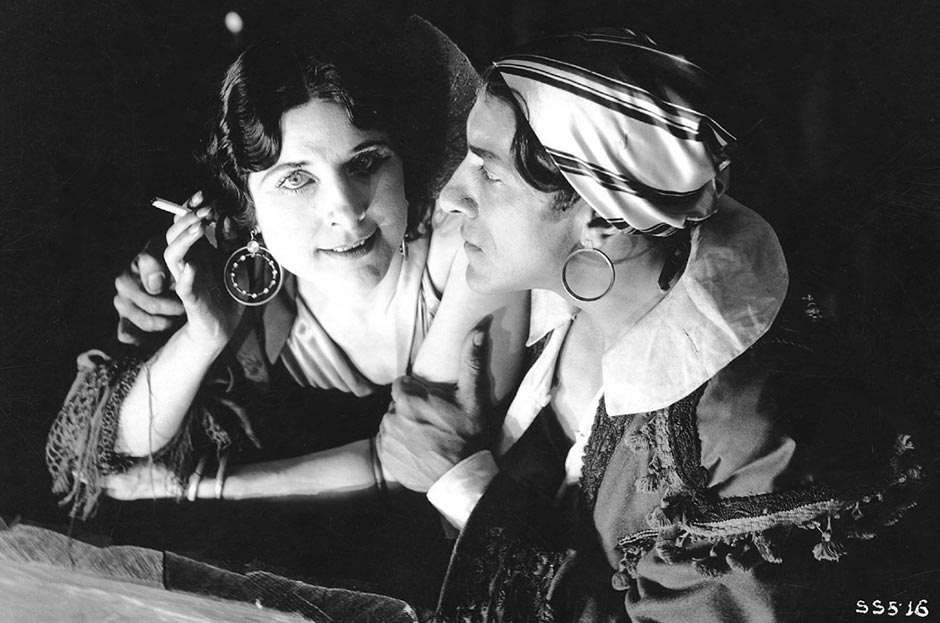
ジェラルディン・ファーラー(左) とペドロ・デ・コルドバ

『カルメン』(原題：Carmen) は、1915年に製作・公開されたアメリカ合衆国のサイレント映画であり、セシル・B・デミルが製作・監督、メトロポリタン歌劇場で活躍していたソプラノ歌手ジェラルディン・ファーラーがタイトルロールのカルメンに扮した。ファーラーは映画に先立ってオペラ版『カルメン』のタイトルロールも演じている。

## キャスト
- カルメン：ジェラルディン・ファーラー
- ドン・ホセ：ウォーレス・リード
- エスカミーリョ：ペドロ・デ・コルドバ
- パスティア：ホレース・B・カーペンター
- モラレス：ウィリアム・エルマー
- ガルシア：ミルトン・ブラウン

## スタッフ
- 製作総指揮：ジェシー・L・ラスキー
- 製作・監督：セシル・B・デミル
- 撮影：アルヴィン・ウィッコフ
- カメラオペレーター：チャールズ・ロッシャー
- 編集：セシル・B・デミル、アン・ボーチェンズ
- 美術：ウィルフレッド・バックランド
- 伴奏音楽：ヒューゴ・リーゼンフェルド